# De moeder (1926)
De moeder (Russisch: Мать, Mat) is een film uit 1926 van de Russische regisseur Vsevolod Poedovkin. De film is gebaseerd op de gelijknamige roman van de Russische auteur Maksim Gorki.

## Verhaal
De film speelt zich af tijdens de Russische Revolutie van 1917. Een vader en zijn stakende zoon staan tegenover elkaar. De moeder is eerst tegen staken, maar ze krijgt na verloop van tijd meer sympathie voor het proletariaat.

## Censuur
De belangstelling voor deze film was in Nederland groot. De Moeder zou in Rialto (filmtheater) in première gaan maar werd door burgemeester Willem de Vlugt verboden. Vervolgens werd besloten de film uitsluitend in besloten kring voor leden van de sociëteit De Kring te vertonen. Ook dit werd verboden. De Nederlandse Bioscoop Bond stemde 4 - 1 voor het opheffen van het verbod.

## Rolverdeling
| Acteur                | Personage      |
| --------------------- | -------------- |
| Vera Baranovskaja     | Moeder         |
| Nikolaj Batalov       | Vlasov         |
| Aleksandr Tsjistjakov | Vader          |
| Ivan Koval-Samborski  | Vesovsjtsjikov |